# 西雷蒂亚山脉

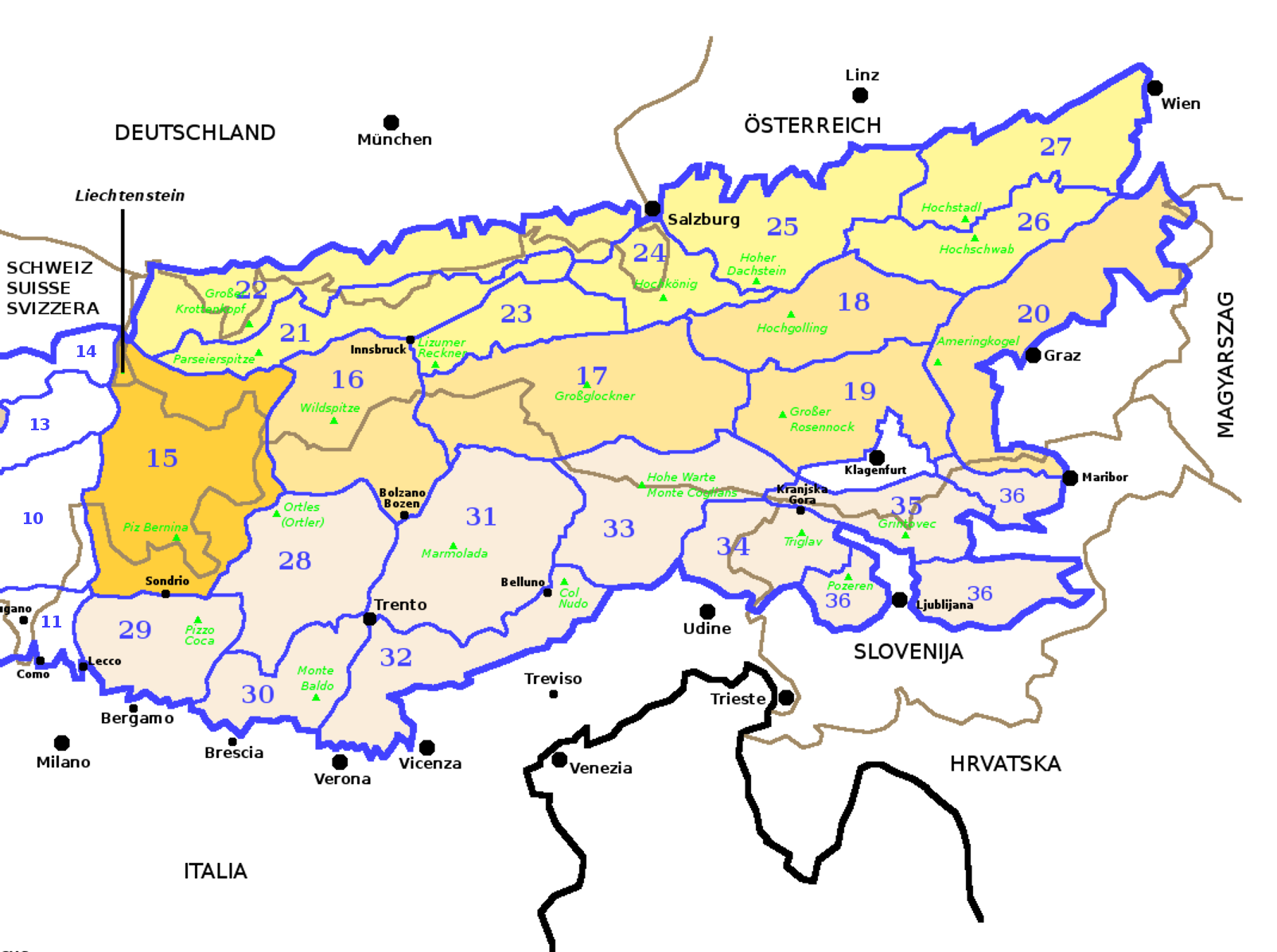

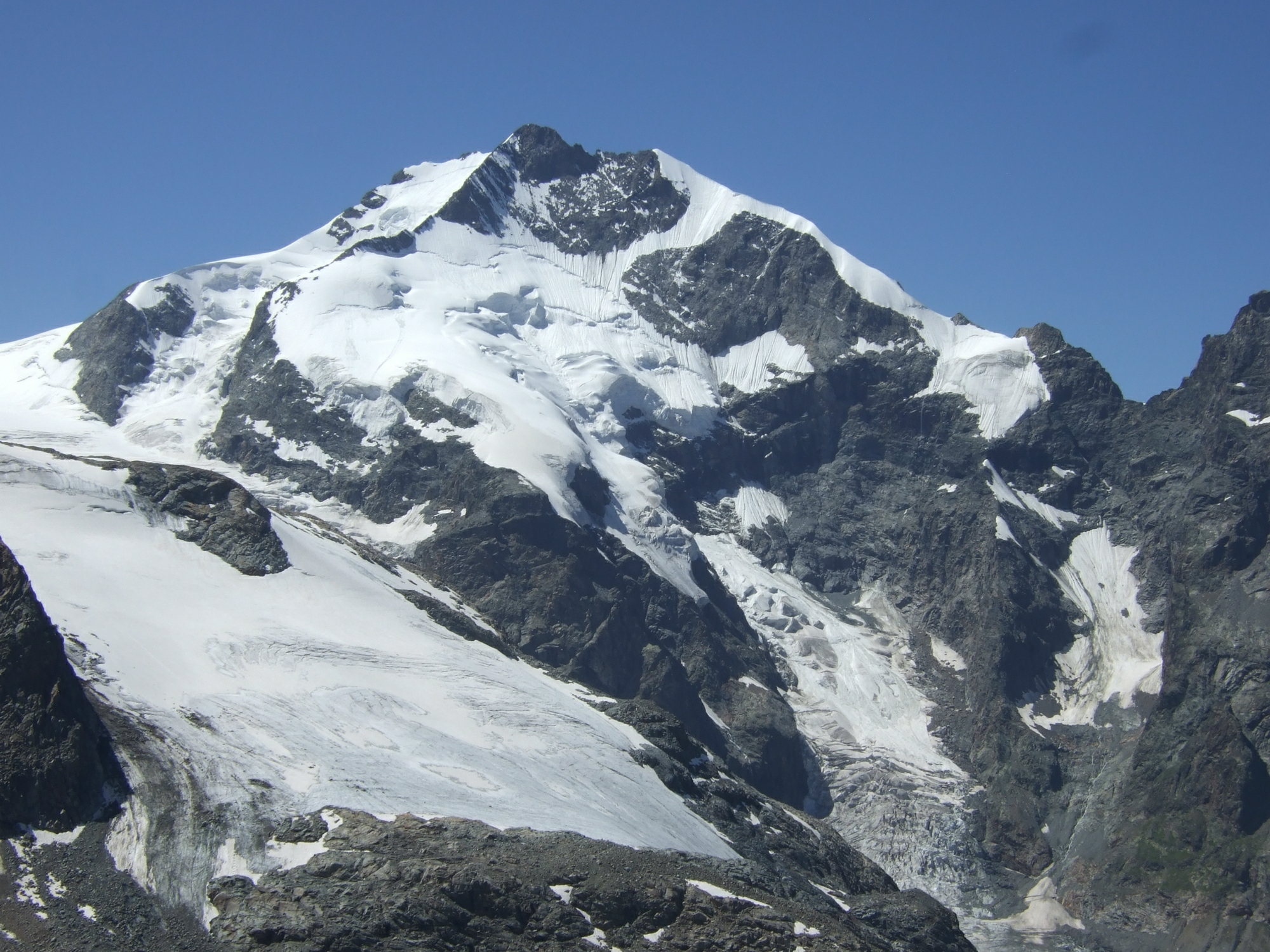

西雷蒂亞山脈（德語：Westliche Rätische Alpen）是歐洲的山脈，橫跨意大利倫巴底、瑞典格勞賓登州、奧地利福拉爾貝格州、蒂羅爾州和列支敦士登，最高點海拔高度4,049米。